# Langues ougriennes
Les langues ougriennes forment une petite famille de trois langues : le hongrois et deux langues ob-ougriennes, le khanty (ou ostiak) et le mansi (ou vogoul). Leur langue-mère commune, le proto-ougrien, fut probablement parlée de la fin du IIIe millénaire av. J.-C. jusqu'au milieu du Ier millénaire av. J.-C. dans la Sibérie occidentale, à l'est de l'Oural méridional.
Les langues ougriennes se rattachent à la famille plus vaste des langues ouraliennes, dans la branche des langues finno-ougriennes.